# Geidorf
Geidorf est le 3e arrondissement de la ville autrichienne de Graz, capitale de la Styrie. Il est situé au nord du centre-ville. Il avait 24 497 habitants au 1er janvier 2021 pour une superficie de 5,5 km2.

## Lieux et monuments
On trouve notamment à Geidorf :
- le lac artificiel Hilmteich,
- l’hôpital universitaire de Graz (allemand : LKH-Universitätsklinikum Graz),
- l’université de Graz,
- l’université de médecine de Graz.